# Lod
Lod (hebrejsky לוֹד, arabsky اَلْلُدّْ, al-Ludd, řecko-latinsky Lydda, v oficiálním přepisu do angličtiny Lod) je město se smíšenou židovskou a arabskou populací v Centrálním distriktu Státu Izrael.

## Geografie
Leží jihovýchodně od Tel Avivu v rovinaté pobřežní planině v nadmořské výšce 65 metrů. Na východní straně města protéká potok Nachal Ajalon, do kterého tu od jihu ústí vádí Nachal Gezer.
Město je na dopravní síť napojeno soustavou četných dálničních tahů. Jde zejména o dálnici číslo 40 a dálnici číslo 44. Východně od Lodu prochází i dálnice číslo 6 (Transizraelská dálnice). Na jihu města se s nimi kříží nová dálniční komunikace silnice číslo 431. Město je rovněž napojeno na železniční trať a je důležitým vlakovým uzlem. Stojí tu železniční stanice Lod Ganej Aviv a železniční stanice Lod. Prochází tudy železniční trať Tel Aviv-Jeruzalém, železniční trať Tel Aviv-Beerševa, železniční trať Tel Aviv-Rišon le-Cijon, železniční trať Tel Aviv-Aškelon a i jen zčásti využívaná východní železniční trať. Mnohé z nich ale procházejí po stejných kolejových tělesech, takže dopravní uzel není až zas tak složitý.

## Dějiny
Lod, jehož historie sahá až do období starověkého Řecka a Říma, je domovem hlavního izraelského letiště – Ben Gurionova mezinárodního letiště (dříve známé jako Lodské letiště). Letiště a s ním související průmysl je hlavním zdrojem zaměstnanosti ve městě. V Lodu se rovněž nachází absorpční centrum Židovské agentury.

### Starověk

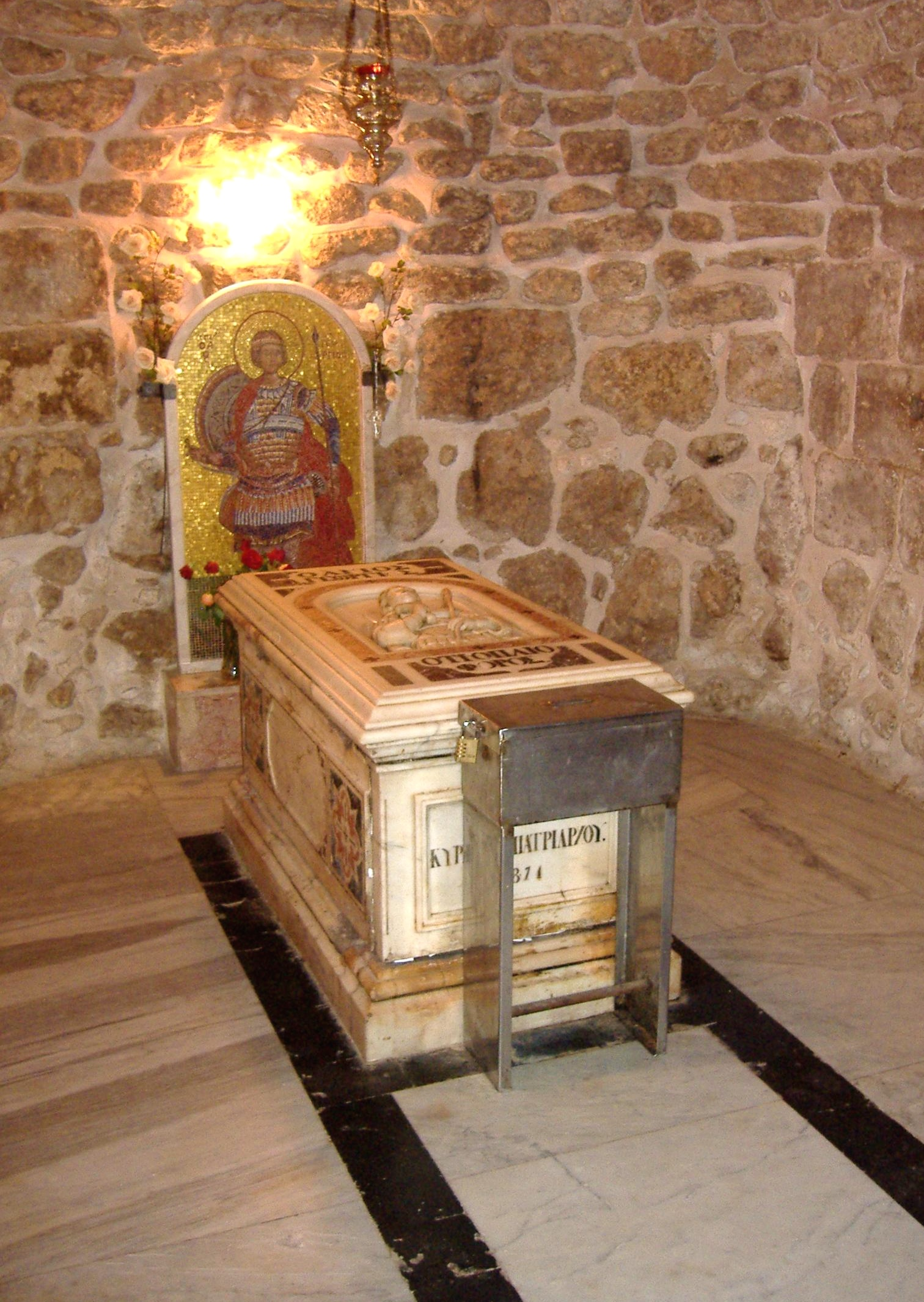
Hrobka Sv. Jiří v Lodu

Lod leží na místě starodávného města Lydda. To je zaznamenáno faraonem Thutmosem III. v Karnaku již v 2. tisíciletí př. n. l. ve výčtu kanaánských měst. Podle Bible byl Lod vybudován Šemedem, členem kmene Benjamin. Během babylonského zajetí bylo město opuštěné, ale po návratu Židů z exilu bylo znovu osídleno. V helénském období se město nacházelo mimo hranice Judska, ale za Makabejských se stalo židovským městem. V roce 43 n. l. byli všichni obyvatele města prodáni syrským guvernérem Cassiusem do otroctví. Město bylo vyhlazeno římským prokonzulem v Sýrii, Cestiem Gallem, který je minul během své cesty do Jeruzaléma v roce 66. V roce 68 bylo město okupováno Vespasiánem.

### Byzantské období
V průběhu Byzantského období bylo město převážně křesťanské. Bylo jedním z legendárních míst narození svatého Jiří, patrona Anglie, a proto bylo známé jako Georgiopolis. Z toho důvodu zde byla také vybudována svatyně Sv. Jiří. V Novém zákoně se praví, že Lod byl (Lydda) místem, kde Petr uzdravil ochrnutého muže.

### Muslimské období
Muslimy bylo město dobyto roku 636 a následně sloužilo jako hlavní středisko provincie Pelišteje. Později bylo hlavní město oblasti přesunuto do Ramly.

### Křižácké období
Křižáky byl Lod okupován roku 1099. Krátce nato byl dobyt Saladinem, ale roku 1191 byl znovu získán křižáky. Pro anglické křižáky, jako byl král Richard Lví srdce, byl Lod velmi důležitým místem, jelikož se věřilo, že byl rodištěm anglického patrona svatých, svatého Jiří. 

### Osmanské období
Během raného osmanského období nežili v Lodu žádní Židé. Židovské komunita se zde začala rozvíjet až počátkem 19. století. V průběhu Arabského povstání roku 1921 byli všichni Židé vypuzeni. V roce 1944 žilo v Lodu 17 000 obyvatel, z čehož byla pětina křesťanských Arabů.

### Britský mandát
Podle Plánu OSN na rozdělení Palestiny z roku 1947 byl Lod zahrnut do území, které mělo připadnout arabskému státu.

### Moderní dějiny
Během první arabsko-izraelské války (1948) byl Lod v rámci Operace Danny obsazen izraelskými polovojenskými organizacemi Hagana a Irgun. Arabští obyvatelé byli vyhnání společně s obyvateli nedaleké Ramly. Kvůli zabezpečení strategicky důležité silnice spojující Jeruzalém a Tel Aviv odtud nakonec uprchlo na 50 tisíc lidí. Izraelský historik Benny Morris napsal: „Všichni Izraelci, kteří byli svědky těchto událostí, souhlasili, že tento exodus pod horkým červencovým sluncem byl dlouhým utrpením uprchlíků, zejména těch z Lodu... Stovky civilistů zahynuly v parném vedru vyčerpáním, dehydrataci a nemocemi.“ Na druhou stranu Morris tvrdí, že vyhnání je ospravedlnitelné: „...za jistých okolností není vyhnání válečným zločinem. Nemyslím si, že by vyhnání z roku 1948 byla zločinem. Nemůžete udělat omeletu, aniž rozbijete vajíčka... Nebyla žádná jiná možnost než je vyhnat.“

### Terorismus
V roce 1972 bylo na Ben Gurionově mezinárodním letišti zastřeleno 28 cestujících členy Japonské rudé armády, která provedla jménem LFOP teroristický útok známý jako masakr na Lodském letišti.

## Příjem
Podle statistik Izraelského centrálního statistického úřadu (CBS) z roku 2000 žilo ve městě 23 032 zaměstnanců a 1 405 podnikatelů. Průměrná hrubá měsíční mzda zaměstnance je 4 754 šekelů (NIS). Průměrná měsíční hrubá mzda muže je 5 821 šekelů oproti 3 547 šekelů u žen. Průměrná měsíční hrubá mzda u podnikatelů je 4 991 šekelů. Podle statistik bylo v roce 2000 ve městě 1 275 nezaměstnaných osob a 7 145 osob pobírajících nějakou formu sociálních benefitů.

## Vzdělání
Podle CBS je ve městě 38 škol s celkovým počtem 13 188 žáků. Ti jsou rozděleni do 26 základních škol s 8 325 žáky a 13 středních škol s 4 863 studenty. V roce 2001 získalo 52,5 % studentů 12. ročníků maturitní vysvědčení.

## Demografie
Lod je město s etnicky smíšenou populací. Podle údajů z roku 2005 tvořili 70,1 % obyvatel Židé, a 22,9 % Arabové, přičemž 21,8 % obyvatel města činili muslimští Arabové a 1,1 % arabští křesťané. Podle údajů z roku 2009 tvořili většinu obyvatel Židé – přibližně 46 500 osob (včetně statistické kategorie „ostatní“, která zahrnuje nearabské obyvatele židovského původu, ale bez formální příslušnosti k židovskému náboženství, přibližně 51 400 osob). Arabská komunita čítala 18 400 osob. K 31. prosinci 2017 zde žilo 74 600 lidí, z toho 46 100 Židů.
| Rok  | Obyvatelé |
| ---- | --------- |
| 1948 | 1 056     |
| 1949 | 10 500    |
| 1950 | 12 150    |
| 1951 | 12 600    |
| 1952 | 15 500    |
| 1953 | 17 000    |
| 1954 | 17 100    |
| 1955 | 17 200    |
| 1956 | 17 400    |
| 1957 | 17 900    |
| 1958 | 18 300    |
| 1959 | 18 700    |

| Rok  | Obyvatelé |
| ---- | --------- |
| 1960 | 18 900    |
| 1961 | 19 400    |
| 1962 | 21 000    |
| 1963 | 22 200    |
| 1964 | 23 400    |
| 1965 | 24 200    |
| 1966 | 25 000    |
| 1967 | 26 100    |
| 1968 | 27 100    |
| 1969 | 28 000    |
| 1970 | 29 300    |
| 1971 | 31 200    |

| Rok  | Obyvatelé |
| ---- | --------- |
| 1972 | 30 500    |
| 1973 | 33 200    |
| 1974 | 34 200    |
| 1975 | 35 500    |
| 1976 | 36 700    |
| 1977 | 37 500    |
| 1978 | 38 500    |
| 1979 | 39 400    |
| 1980 | 40 300    |
| 1981 | 40 700    |
| 1982 | 40 900    |
| 1983 | 40 400    |

| Rok  | Obyvatelé |
| ---- | --------- |
| 1984 | 41 400    |
| 1985 | 41 400    |
| 1986 | 41 300    |
| 1987 | 41 300    |
| 1988 | 41 300    |
| 1989 | 41 600    |
| 1990 | 43 300    |
| 1991 | 45 500    |
| 1992 | 47 900    |
| 1993 | 49 500    |
| 1994 | 51 200    |
| 1995 | 52 266    |

| Rok  | Obyvatelé |
| ---- | --------- |
| 1996 | 55 049    |
| 1997 | 58 502    |
| 1998 | 61 066    |
| 1999 | 63 300    |
| 2000 | 65 060    |
| 2001 | 66 145    |
| 2002 | 66 500    |
| 2003 | 66 800    |
| 2004 | 66 600    |
| 2005 | 66 600    |
| 2006 | 66 800    |
| 2007 | 67 000    |

| Rok  | Obyvatelé |
| ---- | --------- |
| 2008 | 69 400    |
| 2009 | 69 800    |
| 2010 | 70 400    |
| 2011 | 70 300    |
| 2012 | 71 100    |
| 2013 | 71 600    |
| 2014 | 72 200    |
| 2015 | 72 800    |
| 2016 | 73 600    |
| 2017 | 74 600    |
| 2018 | 75 700    |

## Partnerská města
- Samtredia, Gruzie
- Piatra Neamț, Rumunsko